# Coelioxys caudata
Coelioxys caudata là một loài Hymenoptera trong họ Megachilidae. Loài này được Spinola mô tả khoa học năm 1838.